# Cheilosia arkita
Cheilosia arkita är en tvåvingeart som beskrevs av Zimina 1970. Cheilosia arkita ingår i släktet örtblomflugor, och familjen blomflugor. Inga underarter finns listade i Catalogue of Life.